# 成形木炭

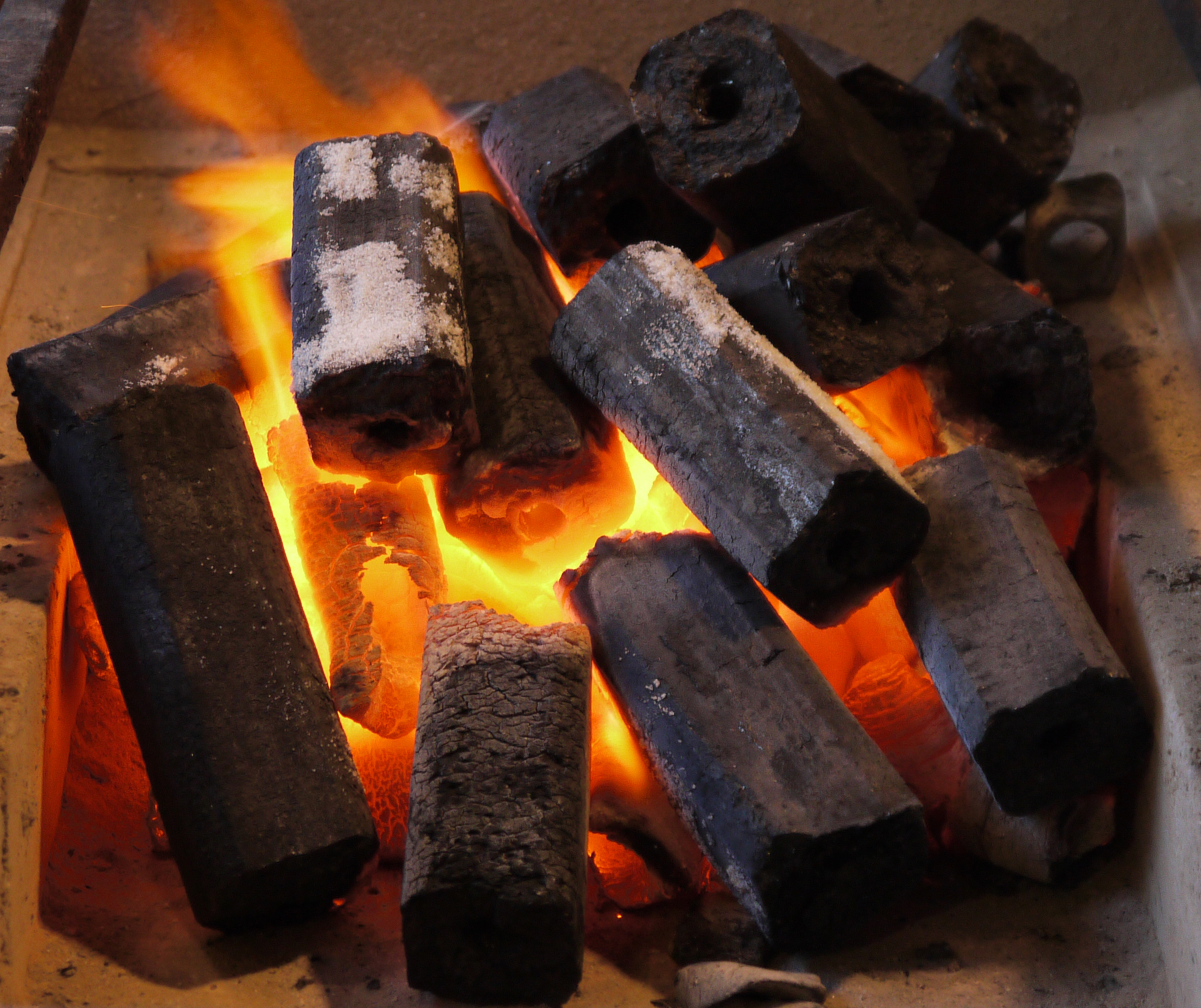
オガ炭

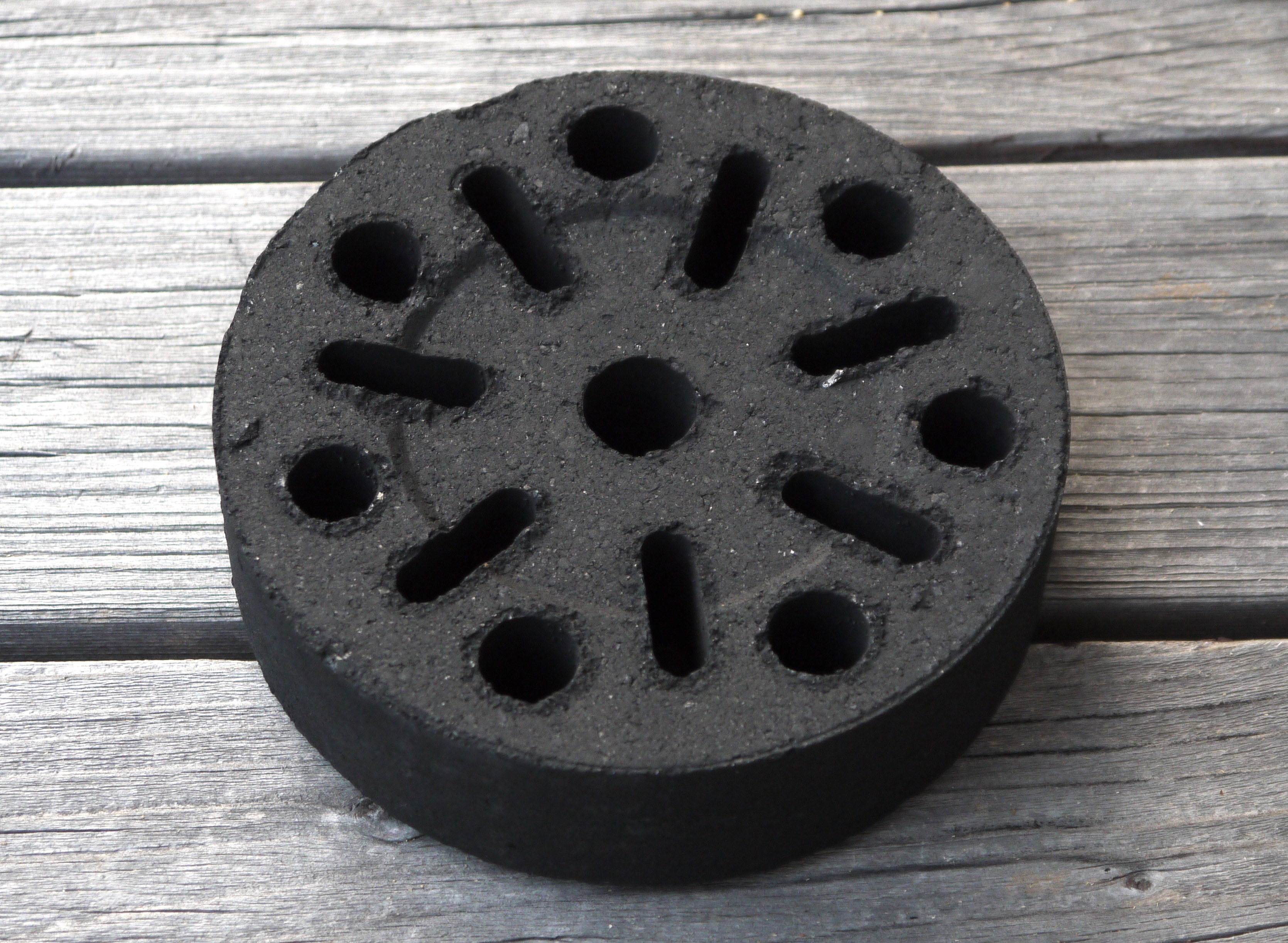
着火剤が塗布され簡単に着火できるヤシ殻の成形木炭

成形木炭（せいけいもくたん、英: Briquette、Extruded charcoal）には大別して二種類に分けられる。
- 原料のオガクズなどを、製品の形へ加圧成形（成形薪に）してから、炭化させたもの
- 炭を粉砕後、炭の粉へ粘着剤を添加して製品の形に成形したもの

前者は製材時に発生するオガクズを成形薪のオガライトに成形した上で、さらに加熱炭化させたオガ炭などがあり、後者はヤシ殻を炭化させたあと粉砕し成形したヤシガラ炭や、木炭の粉や屑をフノリなどで固めた炭団などがある。近年流通している卓上コンロやミニ七輪用の、小型サイズの成形炭は、小さな製品サイズのまま窯で炭化させ形崩れなく均一に出荷させるのは難しいため、炭の粉を成形して製造されたものも多い。成形木炭は「成形炭」と省略されて呼ばれることも多く、また中国語では成形木炭は「原子炭」または「機製炭」（机制炭）と呼ばれる。

## 成形木炭の性質
グレードごとの形状と品質が均一で、比較的安価であり、燃焼臭や煙も目立たず、繊維質が粉砕されていることから燃焼時に爆跳（炭がはぜること）の危険性がほとんど無い。
オガ炭の場合はこれに加えて、火持ちは良く長時間高温燃焼し、備長炭に似た性質でもある為、商品名称に「オガ備長炭」「備長炭（オガ炭）」といった感じで併記している場合も多い。
原料として使用している木材は冷帯から熱帯産まで千差万別で、日本産であっても国内木材の大鋸屑というわけではなくアメリカ産などの外材である場合もある。

## 成形木炭の用途

### 燃料
オガ炭は、火熾し難い性質ながら、形状が均一で価格が比較的安価であることと、燃焼時の爆跳や煙臭が少なく、長時間（3〜5時間）安定した高火力が得られることから、焼き鳥・焼き肉など炭焼き料理が中心の飲食店で業務用として多用されている。ヤシガラ炭は高火力だが比較的燃焼時間が短いためキャンプ・レジャー用途が多い。

## 色々な成形木炭

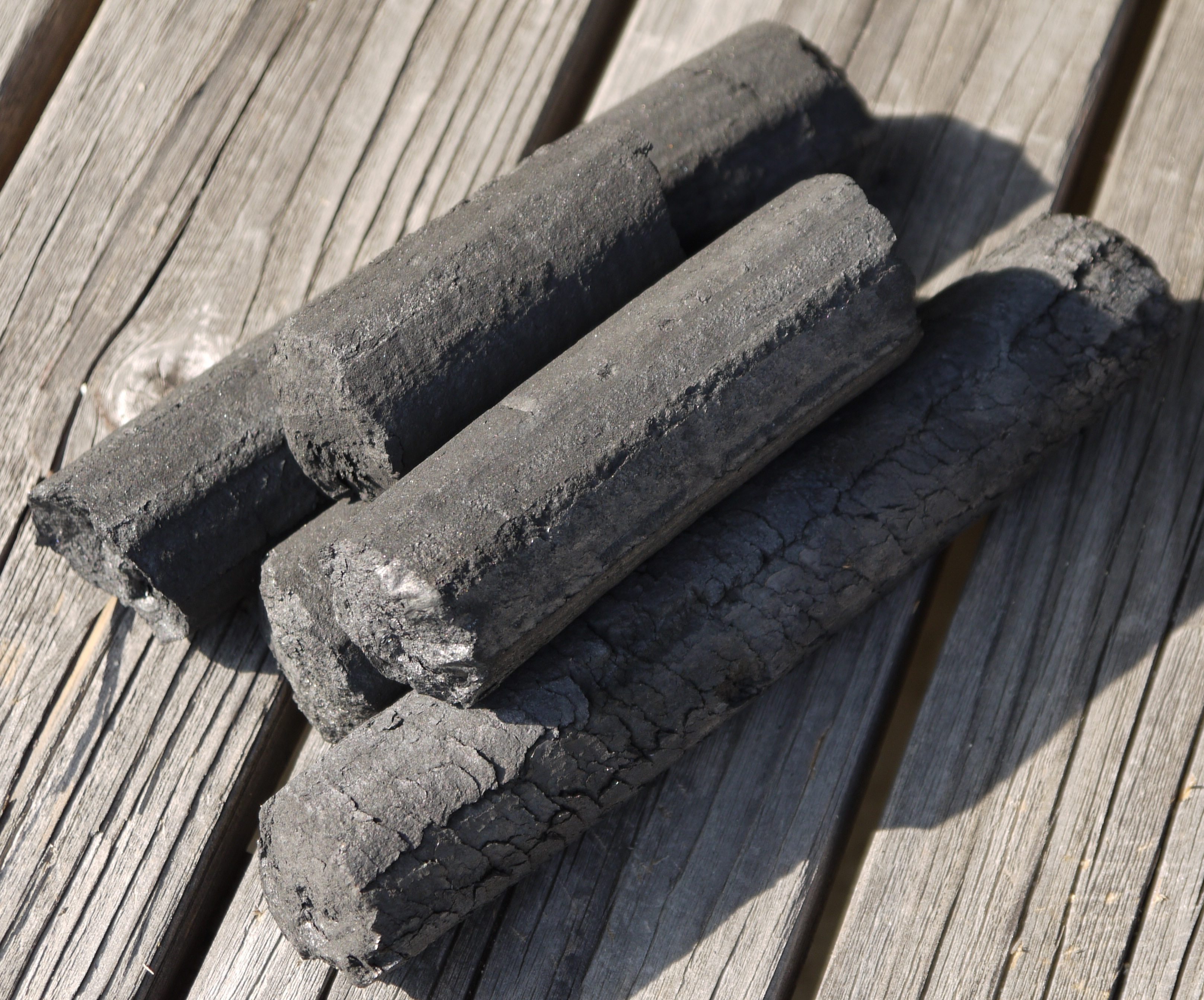
穴のないタイプのオガ炭

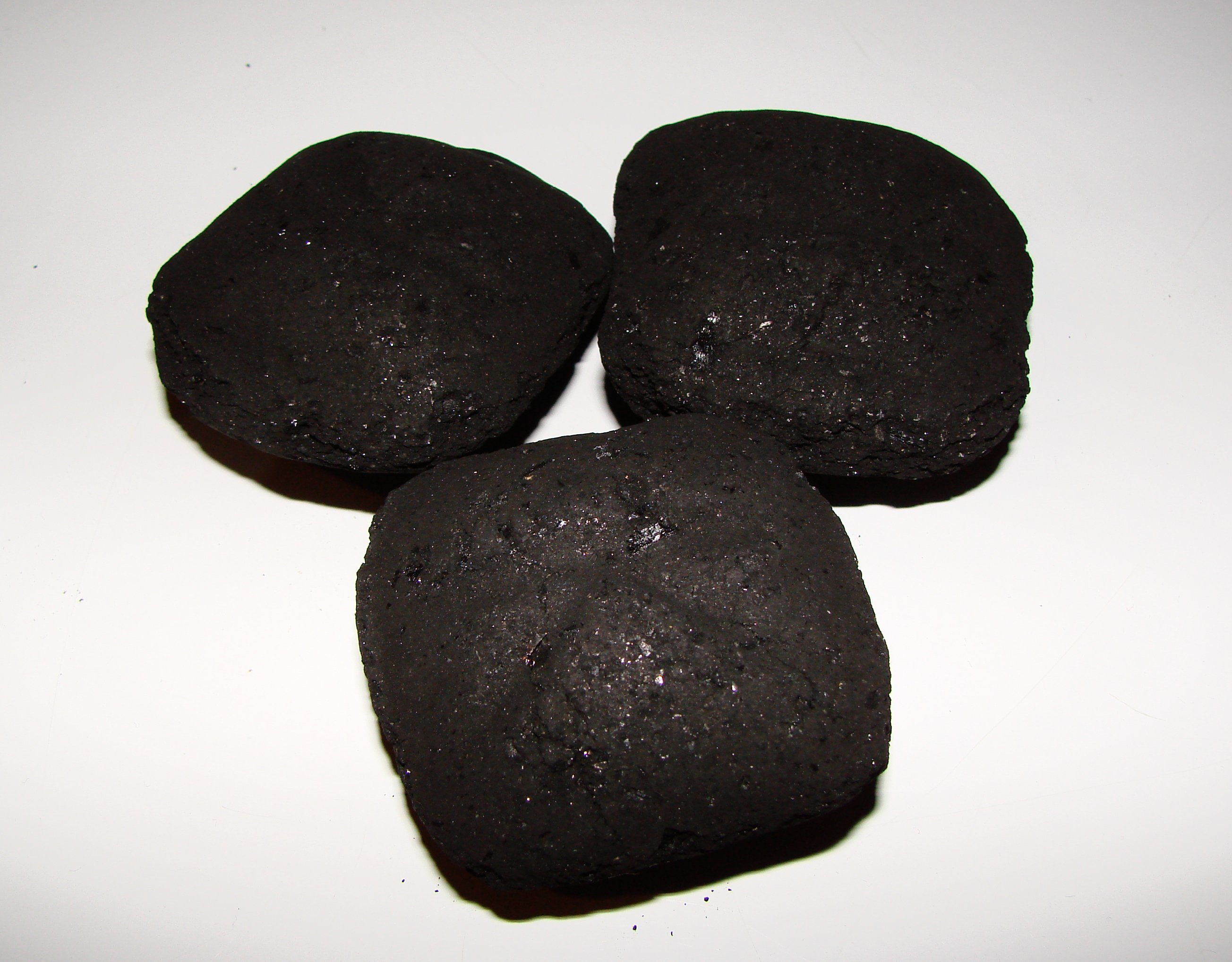
欧米のチャコールブリケット

オガ炭
オガライトを炭化させた木炭。多くの場合、竹輪状の形をしている。木炭に似せ中空でない製品もある。六角形でインドネシア産のものは「太陽炭」や「椿」という商品名で販売されている場合もある。炭化の工程は白炭に似ており、硬く焼き締められ、木炭としての性質も似ているが白炭とは違い、構造上、爆跳は起こらない。炭素以外の可燃成分が少ないことから燃焼臭は少ない反面、白炭同様に火熾ししづらい。一般での知名度が低いことから練炭と思われている場合も多い。爆跳が起こらず、比較的安価で品質も均一なことから、炭火焼の飲食店で多く使われている。
ヤシガラ炭
原料のヤシ殻は非常に硬く繊維質であるため、原料の段階での成形は困難である。そのためヤシ殻はそのまま炭化させた後、粉砕しタピオカ澱粉などの粘着剤で固め成形され、成形後は乾燥炉や天日干しなどの乾燥工程を経て製品として出荷される。「スターシェイプ」「ラウンドストーブ」といった商品名で販売されている。オガ炭のような外見にヤシガラの粉炭をタピオカ澱粉などで棒状に固めたものは、そのまま「オガ炭」という名称で日本向けにも出荷されている場合もある。燃え始めに独特の臭気があるが、火がまわれば臭いは収まる。

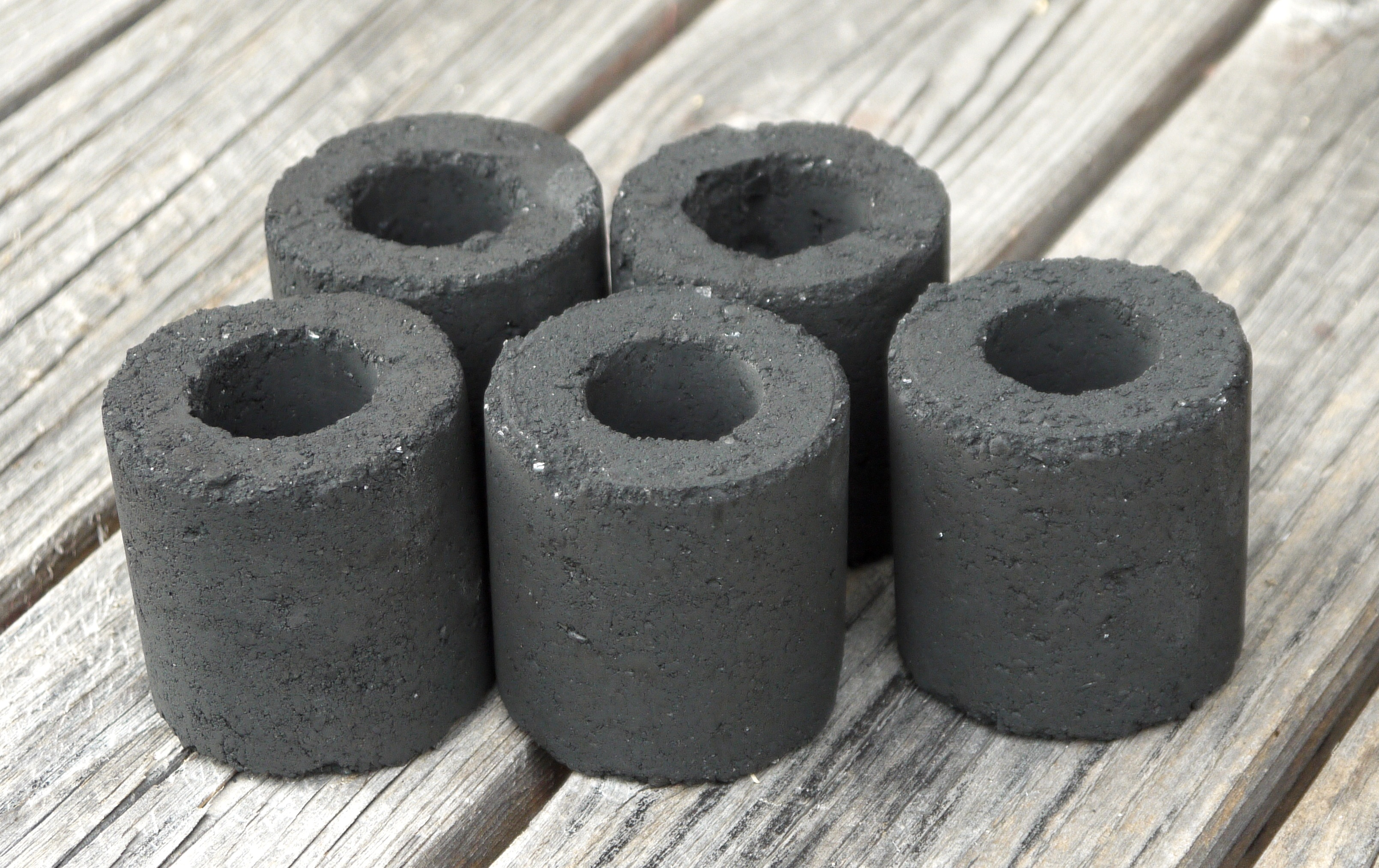
ハイカロ炭
シナネンなどで扱っている。コーヒー豆の搾りかすを、小さな円柱状に成形し木炭化したもの。黒炭であることから熾火になるまでは若干の燃焼臭がある。比較的簡単に着火でき、バーベキューパーティーなどで便利である。品質が均一なので火鉢や七輪、卓上用のミニ七輪、ダッチオーブンにも向く。7,500Kcal/kgという強い燃焼力から紫松窯や七輪陶芸の焼成用燃料としても向く。燃え始めにコーヒーが焦げたような臭気があるが、火がまわれば臭いは収まる。
チャコールブリケット（英: Charcoal Briquette）
欧米のバーベキューでは、日本の豆炭によく似た形状のチャコールブリケットが使われているが、日本の豆炭と違い（特に北米では家庭での石炭の使用が多くの地域で禁じられていることもあって）、成分が木炭である場合が多い。日本では「キャプテンスタッグ 豆炭」は、豆炭と称しているが、木炭紛で作られている。
炭団
木炭の粉や小さめの紛炭をフノリなど結着剤となるものと、場合によっては土などを混ぜて拳大に丸く固めた炭。木炭のような強い熱量は無いが、長時間燃え続ける。江戸期の下町庶民の主な燃料源であり、高度成長期までは全国各地に炭団製造所があった。
半練製カイロ灰
江戸時代の元禄期初期からある灰式カイロの燃料。木炭末に保温力の強いナスの茎などの灰を混ぜたもの（懐炉灰）。

## 燃焼ガス
木炭は、練炭とは異なり硫黄や鉱物臭はしないものの、同様に一酸化炭素など有害な燃焼ガスを多量に発生するので、室内での七輪や、囲炉裏など、煙突を伴わない屋内燃焼器具の使用は、とくに換気に気を付けなければならない。